# Junkers Ju 89
Junkers Ju 89 foi um bombardeiro pesado desenvolvido para a Luftwaffe, durante a Segunda Guerra Mundial. Apenas dois protótipos foram construídos.